# Neoblattella lucubrans
Neoblattella lucubrans es una especie de cucaracha del género Neoblattella, familia Ectobiidae.

## Distribución
Esta especie se encuentra en Jamaica.